# Epitoxus dentatus
Epitoxus dentatus är en skalbaggsart som beskrevs av Yélamos 1996. Epitoxus dentatus ingår i släktet Epitoxus och familjen stumpbaggar. Inga underarter finns listade i Catalogue of Life.